# Ревенга-де-Кампос
Ревенга-де-Кампос (ісп. Revenga de Campos) — муніципалітет в Іспанії, у складі автономної спільноти Кастилія-і-Леон, у провінції Паленсія. Населення — 154 особи (2010).
Муніципалітет розташований на відстані близько 220 км на північ від Мадрида, 30 км на північ від Паленсії.

## Демографія
Динаміка населення (INE ):